# Ināra Jākobsone
Ināra Jākobsone (Riga, 26 giugno 1971) è un'ex cestista lettone, fino al 1991 sovietica.

## Carriera
Con la Lettonia ha disputato i Campionati europei del 1999.